# Rio Valgejõgi
O rio Valgejõgi (rio branco) é um rio do norte da Estônia. Nasce no Lago Porkuni em Pandivere (Lääne-Virumaa) e deságua na Baía de Hara (parte do Golfo da Finlândia), em Loksa (Harjumaa).